# کوه گودیل
کوه گودیل (به انگلیسی: Goodale Mountain) یک کوه در ایالات متحده آمریکا است که در کالیفرنیا واقع شده‌است.